# Magyarországi középiskolák listája
A magyarországi középiskolák többnyire a középfokú oktatás szerepeit töltik be, de tevékenységük gyakran sokkal szélesebb körben mozog. Gyakori, hogy a középiskolák a 9.-12. gimnáziumi osztályokon kívül más évfolyamok számára is nyújt oktatást, biztosíthat alapfokú oktatást, vagy pedig többszintű gimnáziumi évfolyamokat. Nem ritka a vegyes szerkezetű iskolatípus, amikor az intézmény szakképzést is nyújt egyidejűleg. Az iskolai működési szabályzatot többnyire maguk az intézmények határozzák meg az önkormányzatokkal és a tankerületi központokkal együttműködésben, így minden egyes középiskola jellegzetes képzési kínálattal és arculattal rendelkezik.

## Iskolatípusok
A középiskolák a következő iskolatípusok valamelyike szerint működnek:
- gimnázium
- szakgimnázium
- szakközépiskola
- szakképző iskola
- technikum.

Az iskola működtetője (fenntartója) szerint az iskolák lehetnek:
- állami iskola (esetlegesen közvetett állami)
- egyházi iskola (vagy felekezeti iskola)
- magániskola (vagy alapítványi iskola)

## Középiskolák listája
A magyarországi középiskolák nyilvántartása számos adatbázisos rendszerben megtalálhatóak. Egyes nyilvántartások ingyenesen elérhetőek és hozzáférhetőek. Léteznek komplex adatbázisok, amelyeket fizetés ellenében vásárolhatnak meg az érdeklődők, illetve van, amihez csak a tanügyi alkalmazottaknak van hozzáférésük. 

### Vidéki középiskolák
| Intézmény neve                                                                                             | Település         | Vármegye               | Fenntartó                                           | Iskolatípus                                                 | Megjegyzés                                                     |
| --- | ----------------- | ---------------------- | --------------------------------------------------- | ----------------------------------------------------------- | -------------------------------------------------------------- |
| III. Béla Gimnázium                                                                                        | Baja              | Bács-Kiskun            | állami                                              | gimnázium                                                   | 4, 5 és 6 évfolyamos képzés                                    |
| Szent István Gimnázium (Kalocsa)                                                                           | Kalocsa           | Bács-Kiskun            | állami                                              | gimnázium                                                   |                                                                |
| Móra Ferenc Gimnázium                                                                                      | Kiskunfélegyháza  | Bács-Kiskun            | állami                                              | gimnázium                                                   |                                                                |
| Szent Benedek Gimnázium, Szakképző Iskola és Kollégium Kiskunfélegyházi Petőfi Sándor Tagintézménye        | Kiskunfélegyháza  | Bács-Kiskun            | állami                                              | gimnázium                                                   |                                                                |
| Kiskunhalasi Bibó István Gimnázium                                                                         | Kiskunhalas       | Bács-Kiskun            | állami                                              | gimnázium                                                   |                                                                |
| Szilády Áron Református Gimnázium                                                                          | Kiskunhalas       | Bács-Kiskun            | egyházi, református                                 | gimnázium                                                   |                                                                |
| A Tan Kapuja Buddhista Gimnázium                                                                           | Alsószentmárton   | Baranya                | egyházi, buddhista                                  | gimnázium, általános iskola                                 |                                                                |
| Nagy László Gimnázium (Komló)                                                                              | Komló             | Baranya                | állami                                              | gimnázium                                                   |                                                                |
| Kisfaludy Károly Gimnázium                                                                                 | Mohács            | Baranya                | állami                                              | gimnázium                                                   |                                                                |
| 500. Sz. Angster József Szakképző Iskola                                                                   | Pécs              | Baranya                | állami                                              | gimnázium                                                   |                                                                |
| Babits Mihály Gyakorló Gimnázium                                                                           | Pécs              | Baranya                | állami                                              | gimnázium                                                   |                                                                |
| A Ciszterci Rend Nagy Lajos Gimnáziuma                                                                     | Pécs              | Baranya                | állami                                              | gimnázium                                                   |                                                                |
| Comenius Szakgimnázium és Szakközépiskola                                                                  | Pécs              | Baranya                | egyházi, katolikus (ciszterci rend)                 | gimnázium                                                   |                                                                |
| Gandhi Gimnázium                                                                                           | Pécs              | Baranya                | állami                                              | gimnázium                                                   |                                                                |
| Hevesy György Műszaki Szakközépiskola                                                                      | Pécs              | Baranya                | állami                                              | szakközépiskola                                             |                                                                |
| Pécsi Janus Pannonius Gimnázium                                                                            | Pécs              | Baranya                | állami                                              | gimnázium                                                   |                                                                |
| Koch Valéria Középiskola, Általános Iskola, Óvoda és Kollégium                                             | Pécs              | Baranya                | állami                                              | gimnázium                                                   |                                                                |
| Kodály Zoltán Gimnázium (Pécs)                                                                             | Pécs              | Baranya                | állami                                              | gimnázium                                                   |                                                                |
| Leőwey Klára Gimnázium                                                                                     | Pécs              | Baranya                | állami                                              | gimnázium                                                   |                                                                |
| Pécsi Művészeti Gimnázium és Szakgimnázium                                                                 | Pécs              | Baranya                | állami                                              | gimnázium                                                   |                                                                |
| Pécsi Szakképzési Centrum Zipernowsky Károly Műszaki Szakgimnáziuma                                        | Pécs              | Baranya                | állami                                              | gimnázium                                                   |                                                                |
| Pécsi Református Kollégium Gimnáziuma, Általános Iskolája és Óvodája                                       | Pécs              | Baranya                | egyházi, református                                 | gimnázium                                                   |                                                                |
| PTE Szociális és Egészségügyi Szakképző Iskola                                                             | Pécs              | Baranya                | állami                                              | gimnázium                                                   |                                                                |
| Széchenyi István Gimnázium (Pécs)                                                                          | Pécs              | Baranya                | állami                                              | gimnázium                                                   |                                                                |
| Andrássy Gyula Gimnázium és Kollégium                                                                      | Békéscsaba        | Békés                  | állami                                              | gimnázium                                                   |                                                                |
| Bethlen Gábor Szakképző Iskola és Kollégium                                                                | Gyula             | Békés                  | állami                                              | gimnázium                                                   |                                                                |
| Erkel Ferenc Gimnázium és Kollégium                                                                        | Gyula             | Békés                  | állami                                              | gimnázium                                                   |                                                                |
| Békés Megyei Hunyadi János Közoktatási Intézmény                                                           | Mezőkovácsháza    | Békés                  | állami                                              | gimnázium, szakképző iskola                                 |                                                                |
| Székács József Evangélikus Óvoda, Általános Iskola és Gimnázium                                            | Orosháza          | Békés                  | egyházi, evangélikus                                | gimnázium, általános iskola, óvoda                          |                                                                |
| Táncsics Mihály Gimnázium (Orosháza)                                                                       | Orosháza          | Békés                  | állami                                              | gimnázium                                                   | 4 és 8 évfolyamos                                              |
| Vajda Péter Gimnázium                                                                                      | Szarvas           | Békés                  | állami                                              | gimnázium                                                   | 4 évfolyamos                                                   |
| Péter András Gimnázium                                                                                     | Szeghalom         | Békés                  | állami                                              | gimnázium                                                   |                                                                |
| Szigeti Endre Szakgimnázium és Szakközépiskola                                                             | Szeghalom         | Békés                  | állami                                              | szakképző iskola                                            |                                                                |
| Don Bosco Általános Iskola, Szakképző Iskola, Technikum, Gimnázium és Kollégium                            | Kazincbarcika     | Borsod-Abaúj-Zemplén   | állami                                              | gimnázium, szakközépiskola, technikum, általános iskola     |                                                                |
| Irinyi János Református Oktatási Központ – Óvoda, Általános Iskola, Technikum, Szakgimnázium és Diákotthon | Kazincbarcika     | Borsod-Abaúj-Zemplén   | egyházi, református                                 | technikum, szakközépiskola                                  |                                                                |
| Jókai Mór Gimnázium, Szakképző Iskola és Kollégium                                                         | Kazincbarcika     | Borsod-Abaúj-Zemplén   | állami                                              | gimnázium, szakképző iskola                                 | megszűnt 2011-ben                                              |
| Szalézi Szent Ferenc Gimnázium                                                                             | Kazincbarcika     | Borsod-Abaúj-Zemplén   | állami                                              | gimnázium                                                   |                                                                |
| Mezőkövesdi Széchenyi István Katolikus Technikum, Szakképző Iskola és Gimnázium                            | Mezőkövesd        | Borsod-Abaúj-Zemplén   | állami                                              | gimnázium, szakképző iskola                                 |                                                                |
| Avasi Gimnázium                                                                                            | Miskolc           | Borsod-Abaúj-Zemplén   | állami                                              | gimnázium                                                   |                                                                |
| Miskolci SZC Berzeviczy Gergely Technikum                                                                  | Miskolc           | Borsod-Abaúj-Zemplén   | állami                                              | technikum                                                   |                                                                |
| Diósgyőri Gimnázium                                                                                        | Miskolc           | Borsod-Abaúj-Zemplén   | állami                                              | gimnázium                                                   | testnevelés szakos                                             |
| Fáy András Görögkatolikus Technikum és Szakgimnázium                                                       | Miskolc           | Borsod-Abaúj-Zemplén   | állami                                              | technikum                                                   |                                                                |
| Fényi Gyula Jezsuita Gimnázium és Kollégium                                                                | Miskolc           | Borsod-Abaúj-Zemplén   | egyházi, katolikus (jezsuita rend)                  | gimnázium                                                   | négy és nyolc évfolyamos                                       |
| Földes Ferenc Gimnázium                                                                                    | Miskolc           | Borsod-Abaúj-Zemplén   | állami                                              | gimnázium                                                   | négy és hat évfolyamos illetve esti tagozat                    |
| Fráter György Katolikus Gimnázium és Kollégium                                                             | Miskolc           | Borsod-Abaúj-Zemplén   | egyházi, katolikus                                  | gimnázium                                                   |                                                                |
| Gábor Áron Kohó- és Öntőipari Technikum                                                                    | Miskolc           | Borsod-Abaúj-Zemplén   | állami                                              | szakképző iskola                                            | megszűnt 2014-ben                                              |
| Herman Ottó Gimnázium                                                                                      | Miskolc           | Borsod-Abaúj-Zemplén   | állami                                              | gimnázium                                                   |                                                                |
| Lévay József Református Gimnázium                                                                          | Miskolc           | Borsod-Abaúj-Zemplén   | egyházi, református                                 | gimnázium                                                   |                                                                |
| ME Ferenczi Sándor Egészségügyi Technikum                                                                  | Miskolc           | Borsod-Abaúj-Zemplén   | állami                                              | technikum                                                   |                                                                |
| Miskolci Magister Gimnázium                                                                                | Miskolc           | Borsod-Abaúj-Zemplén   | magán                                               | gimnázium                                                   | négy évfolyamos                                                |
| Zrínyi Ilona Gimnázium (Miskolc)                                                                           | Miskolc           | Borsod-Abaúj-Zemplén   | állami                                              | gimnázium                                                   |                                                                |
| Ózdi József Attila Gimnázium és Kollégium                                                                  | Ózd               | Borsod-Abaúj-Zemplén   | állami                                              | gimnázium                                                   | négy és öt évfolyamos                                          |
| Csongrádi Batsányi János Gimnázium, Szakközépiskola és Kollégium                                           | Csongrád          | Csongrád-Csanád        | állami                                              | gimnázium, szakképző iskola                                 |                                                                |
| Bethlen Gábor Református Gimnázium                                                                         | Hódmezővásárhely  | Csongrád-Csanád        | egyházi, református                                 | gimnázium                                                   | négy és nyolc évfolyamos                                       |
| Makói József Attila Gimnázium                                                                              | Makó              | Csongrád-Csanád        | állami                                              | gimnázium                                                   |                                                                |
| SZTE Gyakorló Gimnázium és Általános Iskola                                                                | Szeged            | Csongrád-Csanád        | állami                                              | gimnázium, általános iskola                                 |                                                                |
| Tömörkény István Gimnázium és Művészeti Szakközépiskola                                                    | Szeged            | Csongrád-Csanád        | állami                                              | gimnázium, szakgimnázium, technikum                         | általános és emelt szintű                                      |
| Horváth Mihály Gimnázium                                                                                   | Szentes           | Csongrád-Csanád        | állami                                              | gimnázium                                                   |                                                                |
| Deák Ferenc Gimnázium (Szeged)                                                                             | Szeged            | Csongrád-Csanád        | állami                                              | gimnázium                                                   | magyar-angol két tanítási nyelvű, illetve német nyelvű tagozat |
| Dugonics András Piarista Gimnázium (Szeged)                                                                | Szeged            | Csongrád-Csanád        | egyházi, katolikus (piarista rend)                  | gimnázium                                                   |                                                                |
| Eötvös József Gimnázium (Szeged)                                                                           | Szeged            | Csongrád-Csanád        | állami                                              | gimnázium, általános iskola                                 | négy és öt évfolyamos                                          |
| Gábor Dénes Gimnázium, Műszaki Szakközépiskola és Kollégium                                                | Szeged            | Csongrád-Csanád        | állami                                              | gimnázium, szakképző iskola                                 |                                                                |
| Radnóti Miklós Kísérleti Gimnázium                                                                         | Szeged            | Csongrád-Csanád        | állami                                              | gimnázium                                                   | tehetséggondozás                                               |
| SZTE Kossuth Zsuzsanna Technikum és Szakképző Iskola                                                       | Szeged            | Csongrád-Csanád        | állami                                              | szakközépiskola, szakgimnázium, szakképző iskola, technikum |                                                                |
| Tisza Lajos Textilipari Szakközépiskola                                                                    | Szeged            | Csongrád-Csanád        | állami                                              | szakközépiskola                                             | megszűnt 2007-ben                                              |
| Dunaújvárosi Szakképzési Centrum Dunaferr Szakgimnáziuma és Szakközépiskolája                              | Dunaújváros       | Fejér                  | állami                                              | szakgimnázium, szakközépiskola                              |                                                                |
| Széchenyi István Gimnázium (Dunaújváros)                                                                   | Dunaújváros       | Fejér                  | állami                                              | gimnázium                                                   |                                                                |
| Fejér Megyei Szabolcs Vezér Gimnázium, Szakközépiskola és Kollégium                                        | Pusztaszabolcs    | Fejér                  | állami                                              | gimnázium, szakközépiskola                                  |                                                                |
| Fejér Megyei Eötvös József Szakképző Iskola és Kollégium                                                   | Seregélyes        | Fejér                  | állami                                              | szakképző iskola                                            |                                                                |
| Ciszterci Szent István Gimnázium                                                                           | Székesfehérvár    | Fejér                  | egyházi, katolikus (ciszterci rend)                 | gimnázium                                                   | nappali, esti és levelező tagozat                              |
| Székesfehérvári SZC Vörösmarty Mihály Technikum és Szakképző Iskola                                        | Székesfehérvár    | Fejér                  | állami                                              | technikum, szakképző iskola                                 |                                                                |
| Teleki Blanka Gimnázium és Általános Iskola (Székesfehérvár)                                               | Székesfehérvár    | Fejér                  | állami                                              | gimnázium                                                   |                                                                |
| Tóparti Gimnázium és Művészeti Szakközépiskola                                                             | Székesfehérvár    | Fejér                  | állami                                              | gimnázium, szakközépiskola                                  |                                                                |
| Vasvári Pál Gimnázium (Székesfehérvár)                                                                     | Székesfehérvár    | Fejér                  | állami                                              | gimnázium                                                   |                                                                |
| Ybl Miklós Pénzügyi és Számviteli Szakközépiskola                                                          | Székesfehérvár    | Fejér                  | állami                                              | szakközépiskola                                             | nappali és levelező tagozat                                    |
| Bolyai János Általános Iskola, Informatikai és Közgazdasági Szakközépiskola                                | Mosonmagyaróvár   | Győr-Moson-Sopron      | állami                                              | szakközépiskola, általános iskola                           |                                                                |
| Czuczor Gergely Bencés Gimnázium                                                                           | Győr              | Győr-Moson-Sopron      | egyházi, katolikus (bencés rend)                    | gimnázium                                                   |                                                                |
| Páli Szent Vince Katolikus Gimnázium, Általános Iskola és Óvoda                                            | Kapuvár           | Győr-Moson-Sopron      | egyházi, katolikus                                  | gimnázium, általános iskola                                 | négy és nyolc évfolyamos                                       |
| Pannonhalmi Bencés Gimnázium és Szakkollégium                                                              | Pannonhalma       | Győr-Moson-Sopron      | egyházi, katolikus (bencés rend)                    | gimnázium                                                   |                                                                |
| Révai Miklós Gimnázium (Győr)                                                                              | Győr              | Győr-Moson-Sopron      | állami                                              | gimnázium                                                   |                                                                |
| Széchenyi István Gimnázium (Sopron)                                                                        | Sopron            | Győr-Moson-Sopron      | állami                                              | gimnázium                                                   |                                                                |
| Szent Asztrik Katolikus Gimnázium                                                                          | Sopron            | Győr-Moson-Sopron      | egyházi, katolikus                                  | gimnázium                                                   | megszűnt 1948-ban, államosították (kollégium)                  |
| Balmazújvárosi Veres Péter Gimnázium és Szakképző Iskola                                                   | Balmazújváros     | Hajdú-Bihar            | állami                                              | gimnázium, szakképző iskola                                 |                                                                |
| Bocskai István Gimnázium (Hajdúböszörmény)                                                                 | Hajdúböszörmény   | Hajdú-Bihar            | állami                                              | gimnázium                                                   |                                                                |
| Kőrösi Csoma Sándor Református Gimnázium                                                                   | Hajdúnánás        | Hajdú-Bihar            | egyházi, református                                 | gimnázium                                                   |                                                                |
| Berettyóújfalui Szakképzési Centrum Csiha Győző Szakképző Iskolája                                         | Hajdúnánás        | Hajdú-Bihar            | állami                                              | szakképző iskola                                            |                                                                |
| Ady Endre Gimnázium (Debrecen)                                                                             | Debrecen          | Hajdú-Bihar            | állami                                              | gimnázium                                                   |                                                                |
| Debreceni Református Kollégium Dóczy Gimnáziuma                                                            | Debrecen          | Hajdú-Bihar            | egyházi, református                                 | gimnázium                                                   |                                                                |
| Debreceni Református Kollégium Gimnáziuma és Diákotthona                                                   | Debrecen          | Hajdú-Bihar            | egyházi, református                                 | gimnázium                                                   |                                                                |
| Fazekas Mihály Gimnázium (Debrecen)                                                                        | Debrecen          | Hajdú-Bihar            | állami                                              | gimnázium                                                   |                                                                |
| International School of Debrecen                                                                           | Debrecen          | Hajdú-Bihar            | nemzetközi                                          | gimnázium                                                   |                                                                |
| Kereskedelmi és Vendéglátóipari Szakközépiskola és Szakiskola (Debrecen)                                   | Debrecen          | Hajdú-Bihar            | állami                                              | szakközépiskola, szakiskola                                 |                                                                |
| Szent László Görögkatolikus Gimnázium és Technikum                                                         | Debrecen          | Hajdú-Bihar            | egyházi, görög-katolikus                            | gimnázium, technikum                                        |                                                                |
| Tóth Árpád Gimnázium                                                                                       | Debrecen          | Hajdú-Bihar            | állami                                              | gimnázium                                                   |                                                                |
| Dobó István Gimnázium                                                                                      | Eger              | Heves                  | állami                                              | gimnázium                                                   |                                                                |
| Neumann János Gimnázium, Szakgimnázium és Kollégium                                                        | Eger              | Heves                  | állami                                              | gimnázium, szakgimnázium                                    |                                                                |
| Sancta Maria Általános Iskola és Leánygimnázium                                                            | Eger              | Heves                  | egyházi, katolikus                                  | gimnázium                                                   |                                                                |
| Egri Szilágyi Erzsébet Gimnázium és Kollégium                                                              | Eger              | Heves                  | állami                                              | gimnázium                                                   |                                                                |
| Berze Nagy János Gimnázium                                                                                 | Gyöngyös          | Heves                  | állami                                              | gimnázium                                                   |                                                                |
| József Attila Szakközépiskola                                                                              | Gyöngyös          | Heves                  | állami                                              | szakközépiskola                                             |                                                                |
| Károly Róbert Szakképző Iskola                                                                             | Gyöngyös          | Heves                  | állami                                              | szakképző iskola                                            |                                                                |
| Vak Bottyán János Katolikus Műszaki és Közgazdasági Szakgimnázium                                          | Gyöngyös          | Heves                  | egyházi, katolikus                                  | szakgimnázium                                               |                                                                |
| Lehel Vezér Gimnázium                                                                                      | Jászberény        | Jász-Nagykun-Szolnok   | állami                                              | gimnázium                                                   |                                                                |
| Karcagi Nagykun Református Gimnázium Egészségügyi Szakközépiskola és Kollégium                             | Karcag            | Jász-Nagykun-Szolnok   | egyházi, református                                 | szakgimnázium                                               |                                                                |
| Móricz Zsigmond Református Kollégium, Gimnázium, Szakgimnázium és Általános Iskola                         | Kisújszállás      | Jász-Nagykun-Szolnok   | egyházi, református                                 | gimnázium, szakgimnázium, általános iskola                  |                                                                |
| Pálfy-Vízügyi Szakgimnázium                                                                                | Szolnok           | Jász-Nagykun-Szolnok   | állami                                              | szakgimnázium                                               |                                                                |
| Varga Katalin Gimnázium (Szolnok)                                                                          | Szolnok           | Jász-Nagykun-Szolnok   | állami                                              | gimnázium                                                   |                                                                |
| Vásárhelyi Pál Közgazdasági Szakközépiskola                                                                | Szolnok           | Jász-Nagykun-Szolnok   | állami                                              | szakgimnázium                                               |                                                                |
| Verseghy Ferenc Gimnázium                                                                                  | Szolnok           | Jász-Nagykun-Szolnok   | állami                                              | gimnázium                                                   | 4 évfolyamos                                                   |
| Bláthy Ottó Technikum, Szakképző Iskola és Kollégium                                                       | Tata              | Komárom-Esztergom      | állami                                              | szakképző iskola                                            |                                                                |
| Eötvös József Gimnázium és Kollégium (Tata)                                                                | Tata              | Komárom-Esztergom      | állami                                              | gimnázium                                                   |                                                                |
| KASzC Jávorka Sándor Mezőgazdasági és Élelmiszeripari Technikum, Szakképző Iskola és Kollégium (Tata)      | Tata              | Komárom-Esztergom      | állami                                              | technikum, szakképző iskola                                 |                                                                |
| Színes Iskola Személyközpontú Óvoda, Általános Iskola és Gimnázium (Tata)                                  | Tata              | Komárom-Esztergom      | állami                                              | gimnázium, általános iskola                                 |                                                                |
| Talentum Általános Iskola, Gimnázium és Kézműves Szakiskola (Tata)                                         | Tata              | Komárom-Esztergom      | állami                                              | gimnázium, szakképző iskola, általános iskola               |                                                                |
| Tatai Református Gimnázium                                                                                 | Tata              | Komárom-Esztergom      | állami                                              | gimnázium                                                   |                                                                |
| Zsigmondy Vilmos Gimnázium és Informatikai Szakközépiskola                                                 | Dorog             | Komárom-Esztergom      | állami                                              | gimnázium, szakgimnázium                                    |                                                                |
| Árpád-házi Szent Erzsébet Középiskola, Óvoda és Általános Iskola                                           | Esztergom         | Komárom-Esztergom      | egyházi, katolikus (Szatmári Irgalmas Nővérek rend) | gimnáziu, általános iskola                                  |                                                                |
| Dobó Katalin Gimnázium                                                                                     | Esztergom         | Komárom-Esztergom      | állami                                              | gimnázium                                                   |                                                                |
| Szent Imre Gimnázium (Esztergom)                                                                           | Esztergom         | Komárom-Esztergom      | állami                                              | gimnázium                                                   |                                                                |
| Szent István Gimnázium (Esztergom)                                                                         | Esztergom         | Komárom-Esztergom      | állami                                              | gimnázium                                                   |                                                                |
| Temesvári Pelbárt Ferences Gimnázium                                                                       | Esztergom         | Komárom-Esztergom      | egyházi, katolikus (ferences rend)                  | gimnázium                                                   |                                                                |
| Balassi Bálint Gimnázium (Balassagyarmat)                                                                  | Balassagyarmat    | Nógrád                 | állami                                              | gimnázium                                                   |                                                                |
| Szent-Györgyi Albert Gimnázium, Szakgimnázium és Szakközépiskola (Balassagyarmat)                          | Balassagyarmat    | Nógrád                 | állami                                              | gimnázium, szakgimnázium, szakképző iskola                  |                                                                |
| Bolyai János Gimnázium (Salgótarján)                                                                       | Salgótarján       | Nógrád                 | állami                                              | gimnázium                                                   |                                                                |
| Madách Imre Gimnázium (Salgótarján)                                                                        | Salgótarján       | Nógrád                 | állami                                              | gimnázium                                                   |                                                                |
| Stromfeld Aurél Gépipari, Építőipari és Informatikai Szakgimnázium és Szakközépiskola                      | Salgótarján       | Nógrád                 | állami                                              | szakgimnázium, szakképző iskola                             |                                                                |
| Uzoni Péter Gimnázium és Általános Iskola                                                                  | Salgótarján       | Nógrád                 | állami                                              | gimnázium, általános iskola                                 |                                                                |
| Mátyás Király Gimnázium                                                                                    | Fonyód            | Somogy                 | állami                                              | gimnázium                                                   |                                                                |
| Kaposvári Szakképzési Centrum Noszlopy Gáspár Közgazdasági Szakgimnáziuma                                  | Kaposvár          | Somogy                 | állami                                              | szakgimnázium                                               |                                                                |
| Munkácsy Mihály Gimnázium                                                                                  | Kaposvár          | Somogy                 | állami                                              | gimnázium                                                   |                                                                |
| Nagyboldogasszony Római Katolikus Gimnázium                                                                | Kaposvár          | Somogy                 | egyházi, katolikus                                  | gimnázium, általános iskola                                 |                                                                |
| Táncsics Mihály Gimnázium (Kaposvár)                                                                       | Kaposvár          | Somogy                 | állami                                              | gimnázium                                                   |                                                                |
| Kisvárdai Bessenyei György Gimnázium és Kollégium                                                          | Kisvárda          | Szabolcs-Szatmár-Bereg | állami                                              | gimnázium                                                   |                                                                |
| Korányi Frigyes Gimnázium                                                                                  | Nagykálló         | Szabolcs-Szatmár-Bereg | egyházi, görög katolikus                            | gimnázium, általános iskola                                 |                                                                |
| Eötvös József Gyakorló Általános Iskola és Gimnázium                                                       | Nyíregyháza       | Szabolcs-Szatmár-Bereg | állami                                              | gimnázium, általános iskola                                 |                                                                |
| Nyíregyházi Kölcsey Ferenc Gimnázium                                                                       | Nyíregyháza       | Szabolcs-Szatmár-Bereg | állami                                              | gimnázium                                                   |                                                                |
| Krúdy Gyula Gimnázium (Nyíregyháza)                                                                        | Nyíregyháza       | Szabolcs-Szatmár-Bereg | állami                                              | gimnázium                                                   |                                                                |
| Nyíregyházi Evangélikus Kossuth Lajos Gimnázium                                                            | Nyíregyháza       | Szabolcs-Szatmár-Bereg | egyházi, evangélikus                                | gimnázium                                                   |                                                                |
| Nyíregyházi Ridens Szakgimnázium, Szakközépiskola, Szakiskola, Készségfejlesztő Iskola és Kollégium        | Nyíregyháza       | Szabolcs-Szatmár-Bereg | állami                                              | szakgimnázium, szakképző iskola                             |                                                                |
| Széchenyi István Közgazdasági, Informatikai Szakközépiskola és Kollégium, Nyíregyháza                      | Nyíregyháza       | Szabolcs-Szatmár-Bereg | állami                                              | szakgimnázium                                               |                                                                |
| Szent Imre Katolikus Gimnázium, Általános Iskola, Kollégium és Óvoda (Nyíregyháza)                         | Nyíregyháza       | Szabolcs-Szatmár-Bereg | egyházi, katolikus                                  | gimnázium, általános iskola                                 |                                                                |
| Bonyhádi Petőfi Sándor Evangélikus Gimnázium                                                               | Bonyhád           | Tolna                  | egyházi, evangélikus                                | gimnázium, általános iskola                                 |                                                                |
| Dombóvári Illyés Gyula Gimnázium                                                                           | Dombóvár          | Tolna                  | állami                                              | gimnázium                                                   |                                                                |
| Dunaföldvári Magyar László Gimnázium                                                                       | Dunaföldvár       | Tolna                  | állami                                              | gimnázium                                                   |                                                                |
| I. Béla Gimnázium                                                                                          | Szekszárd         | Tolna                  | állami                                              | gimnázium                                                   |                                                                |
| Szekszárdi Garay János Gimnázium                                                                           | Szekszárd         | Tolna                  | állami                                              | gimnázium                                                   |                                                                |
| Tolna Megyei Szent László Szakképző Iskola és Kollégium                                                    | Szekszárd         | Tolna                  | állami                                              | szakképző iskola                                            |                                                                |
| Bolyai János Gyakorló Általános Iskola és Gimnázium                                                        | Szombathely       | Vas                    | állami                                              | gimnázium, általános iskola                                 |                                                                |
| Kanizsai Dorottya Gimnázium (Szombathely)                                                                  | Szombathely       | Vas                    | állami                                              | gimnázium                                                   |                                                                |
| Premontrei Rendi Szent Norbert Gimnázium (Szombathely)                                                     | Szombathely       | Vas                    | egyházi, katolikus (premontrei rend)                | gimnázium                                                   |                                                                |
| Szombathelyi Nagy Lajos Gimnázium                                                                          | Szombathely       | Vas                    | állami                                              | gimnázium                                                   |                                                                |
| Pápai Petőfi Sándor Gimnázium                                                                              | Pápa              | Veszprém               | állami                                              | gimnázium                                                   |                                                                |
| Pápai Református Kollégium Gimnáziuma                                                                      | Pápa              | Veszprém               | egyházi, református                                 | gimnázium                                                   |                                                                |
| Türr István Gimnázium és Kollégium                                                                         | Pápa              | Veszprém               | állami                                              | gimnázium                                                   |                                                                |
| Lovassy László Gimnázium                                                                                   | Veszprém          | Veszprém               | állami                                              | gimnázium                                                   |                                                                |
| Padányi Schola Catholica                                                                                   | Veszprém          | Veszprém               | egyházi, katolikus                                  | gimnázium                                                   |                                                                |
| Táncsics Mihály Szakközépiskola, Szakiskola és Kollégium                                                   | Veszprém          | Veszprém               | állami                                              | szakgimnázium, szakképző iskola                             |                                                                |
| Veszprémi SZC Séf Vendéglátás-Turizmus Technikum és Szakképző Iskola                                       | Veszprém          | Veszprém               | állami                                              | technikum, szakképző iskola                                 |                                                                |
| Mindszenty József Általános Iskola, Gimnázium és Kollégium                                                 | Zalaegerszeg      | Zala                   | egyházi, katolikus                                  | gimnázium                                                   |                                                                |
| Csány László Közgazdasági Szakközépiskola (Zalaegerszeg)                                                   | Zalaegerszeg      | Zala                   | állami                                              | szakgimnázium                                               |                                                                |
| Kölcsey Ferenc Gimnázium (Zalaegerszeg)                                                                    | Zalaegerszeg      | Zala                   | állami                                              | gimnázium                                                   |                                                                |
| Báthory István Szakgimnázium és Szakközépiskola                                                            | Zalaegerszeg      | Zala                   | állami                                              | szakgimnázium                                               |                                                                |
| Arany János Általános Iskola és Gimnázium (Százhalombatta)                                                 | Százhalombatta    | Pest                   | állami                                              | gimnázium, általános iskola                                 |                                                                |
| Bálint Márton Általános Iskola és Gimnázium                                                                | Törökbálint       | Pest                   | állami                                              | gimnázium, általános iskola                                 |                                                                |
| Batthyány Kázmér Gimnázium                                                                                 | Szigetszentmiklós | Pest                   | állami                                              | gimnázium                                                   |                                                                |
| Boronkay György Műszaki Szakgimnázium és Gimnázium                                                         | Vác               | Pest                   | állami                                              | gimnázium, szakgimnázium                                    |                                                                |
| Nagy Sándor József Gimnázium                                                                               | Budakeszi         | Pest                   | állami                                              | gimnázium                                                   |                                                                |
| Prohászka Ottokár Katolikus Gimnázium                                                                      | Budakeszi         | Pest                   | egyházi, katolikus                                  | gimnázium                                                   |                                                                |
| Kossuth Lajos Gimnázium (Cegléd)                                                                           | Cegléd            | Pest                   | állami                                              | gimnázium                                                   |                                                                |
| Gödöllői Református Líceum Gimnáziuma és Kollégiuma                                                        | Gödöllő           | Pest                   | egyházi, református                                 | gimnázium                                                   |                                                                |
| Premontrei Szent Norbert Gimnázium                                                                         | Gödöllő           | Pest                   | egyházi, katolikus (premontrei rend)                | gimnázium                                                   |                                                                |
| József Attila Gimnázium (Monor)                                                                            | Monor             | Pest                   | állami                                              | gimnázium                                                   |                                                                |
| Széchenyi István Szakközépiskola és Gimnázium                                                              | Százhalombatta    | Pest                   | állami                                              | gimnázium, szakgimnázium                                    |                                                                |
| Szentendrei Ferences Gimnázium                                                                             | Szentendre        | Pest                   | egyházi, katolikus (ferences rend)                  | gimnázium, szakgimnázium                                    |                                                                |
| Szentendrei Református Gimnázium                                                                           | Szentendre        | Pest                   | egyházi, református                                 | gimnázium, szakgimnázium                                    |                                                                |